# (7198) Montelupo
(7198) Montelupo est un astéroïde de la ceinture principale.

## Description
(7198) Montelupo est un astéroïde de la ceinture principale. Il fut découvert le 16 janvier 1994 à Cima Ekar par Andrea Boattini et Maura Tombelli. Il présente une orbite caractérisée par un demi-grand axe de 2,60 UA, une excentricité de 0,19 et une inclinaison de 13,6° par rapport à l'écliptique.
Il est nommé d'après Montelupo Fiorentino en Toscane.

## Compléments